# 駿台予備学校
駿台予備学校（すんだいよびがっこう）は、東京都千代田区神田駿河台に本部を置く、日本の大手予備校。略称は駿台予備校（すんだいよびこう）、駿台（すんだい）。駿台グループの中心を担う。
許認可の関係上、校舎によって学校法人駿河台学園、駿台教育振興株式会社のいずれかに属する。旧称は駿台高等予備校。キャッチコピーは「第一志望は、ゆずれない。」。本部所在地は東京都千代田区神田駿河台。
なお、厳密に「駿台予備学校」とは「学校法人駿河台学園」が運営する専修学校または各種学校をいい、「駿台教育振興株式会社」が運営するものについては「駿台○○校」または「駿台予備校」、「駿台現役フロンティア○○校」というが、本項では一括して取り扱うこととする。しばしば「生徒の駿台」と呼ばれる。
また本項ではこのほか、海外校を運営する「駿台国際教育センター」や、受験塾である「駿台中学部」「駿台高校部」「駿台個別教育センター」についても取り扱う。

## 概要
学校法人駿河台学園、学校法人駿台甲府学園、駿台教育振興株式会社（旧・駿台教育文化センター株式会社）、駿台文庫株式会社等のグループ関連法人は、事実上一体的に運営されており、人事採用や異動も一括して行われている。学校法人駿河台大学（駿河台大学、駿河台大学第一幼稚園）や学校法人駿台甲府学園（駿台甲府小学校・中学校・高等学校）とは姉妹関係にあり、駿台グループを形成している。
なお、東京都北区に所在する旧制商業学校の駿臺商業学校（旧制）を起源とする「学校法人駿台学園」（駿台学園中学校・高等学校）とは無関係。

## 沿革
- 1918年 - 英文学者の山崎寿春が前身となる東京高等受験講習会を開設[2]。
- 1927年 - 大日本国民中学会 ビルの5階の大教室を借りて「駿台高等豫備學校」を設立。断続的な学習環境を得た。
- 1930年 - 各種学校として東京府の認可を受けた[2]。
- 1952年10月8日 - 東京都より学校法人駿河台学園設立認可
- 1980年 - 専修学校制度の発足を機に旧称の駿台高等予備校を駿台予備学校と改称。
- 1981年 - 東京都より正式に専修学校の認可を受けた。なお、京都校は1982年京都府認可。
- 1987年 - 駿河台大学を開学。
- 2018年 - 株式会社Z会との業務提携契約を締結し、2019年度から模試の共催などを始めることを発表した[3]。学校法人駿河台南学園と学校法人駿河台学園が法人合併。このことにより2019年度から駿台外語&ビジネス専門学校、駿台予備学校アカデミー校、駿台トラベル&ホテル専門学校および駿台予備学校池袋校の設置者が学校法人駿河台南学園から学校法人駿河台学園となることが認可される。
- 2019年 - 株式会社リソー教育との資本業務提携を締結し、合弁会社「駿台TOMAS」を設立[4]。
- 2025年 - 今年度実施[注釈 1]の入試より大学合格者数の公表取りやめ[5]。

## 校舎一覧

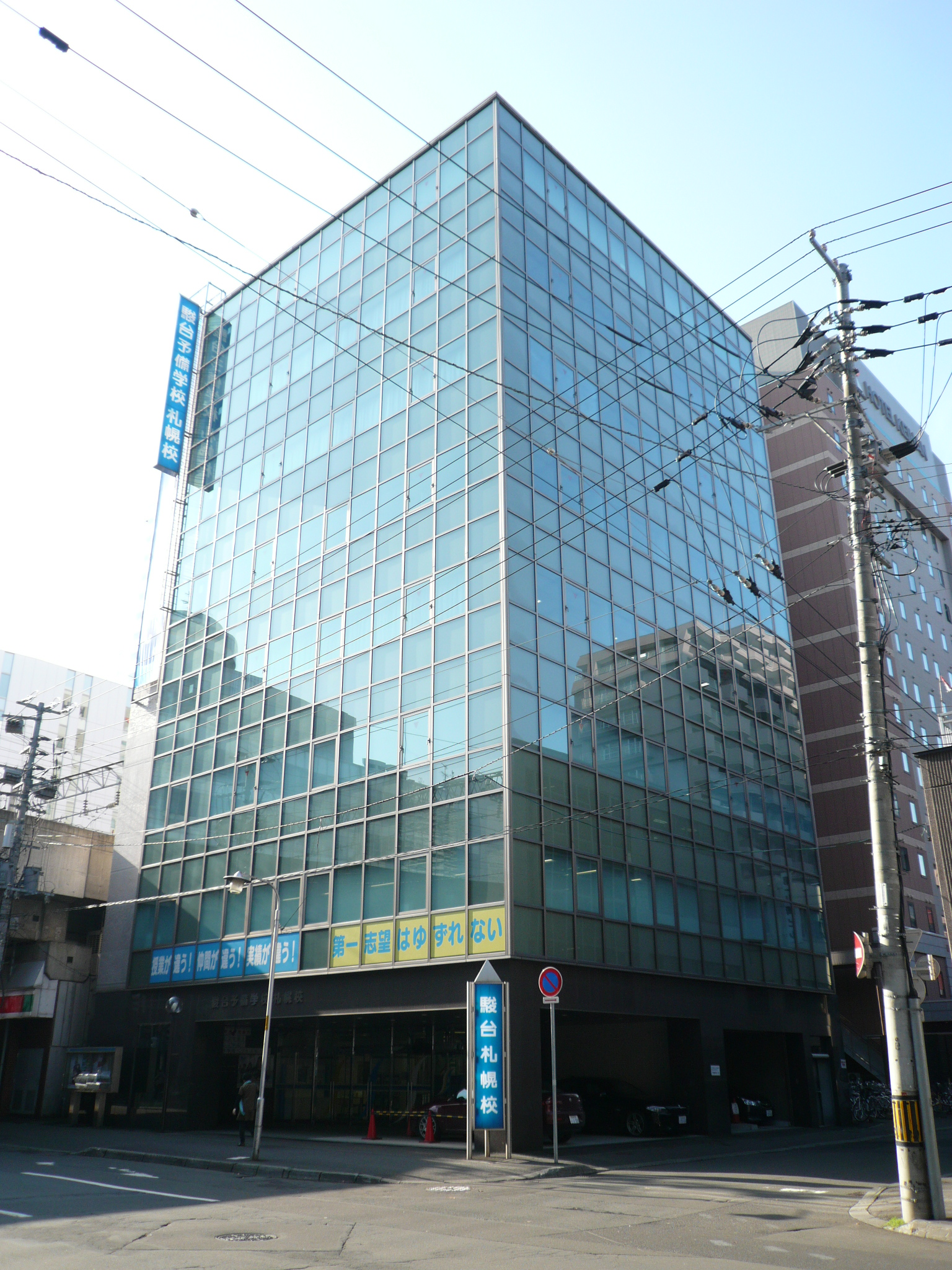
駿台札幌校（2012年11月）

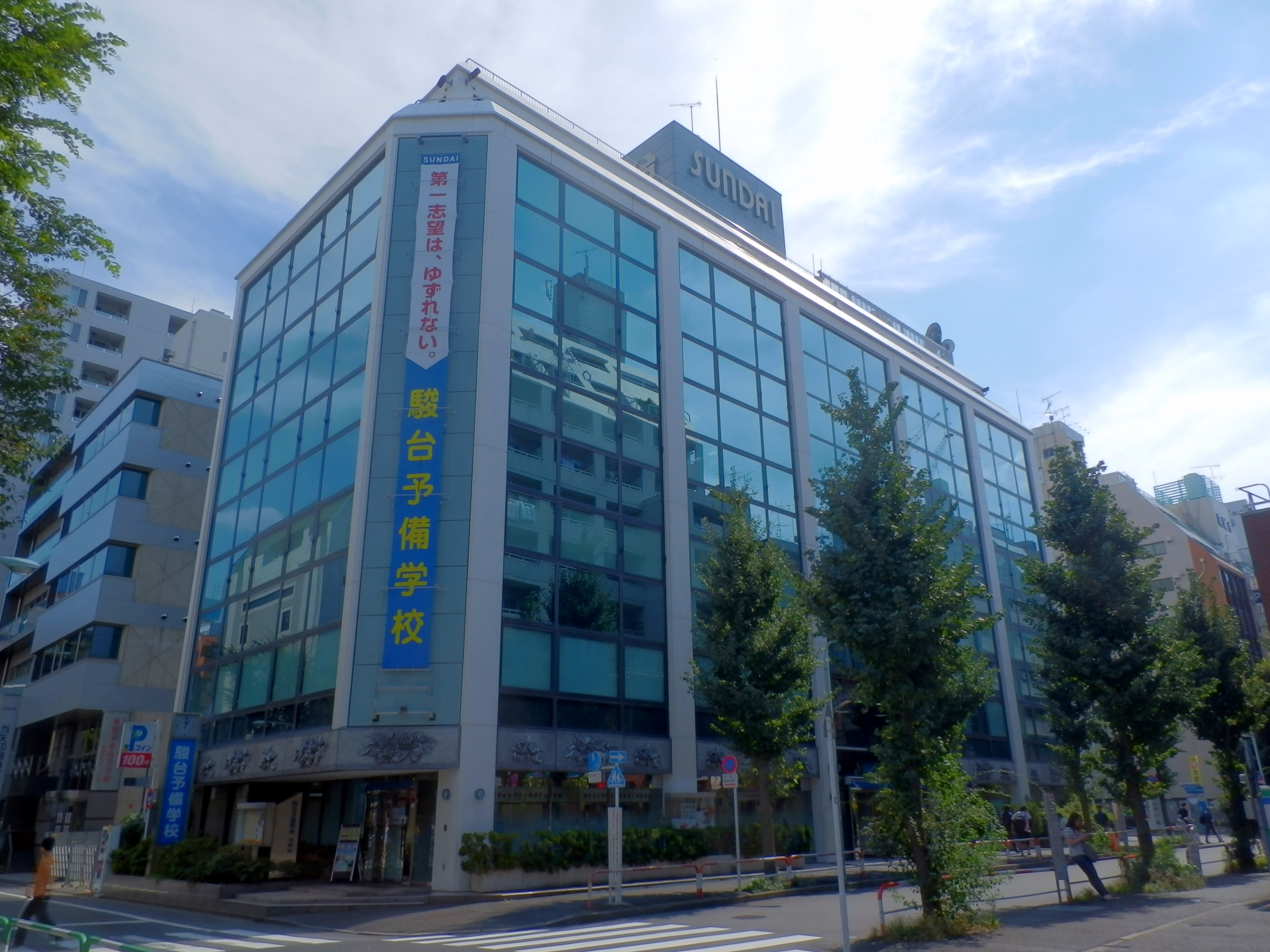
池袋校（2014年9月）

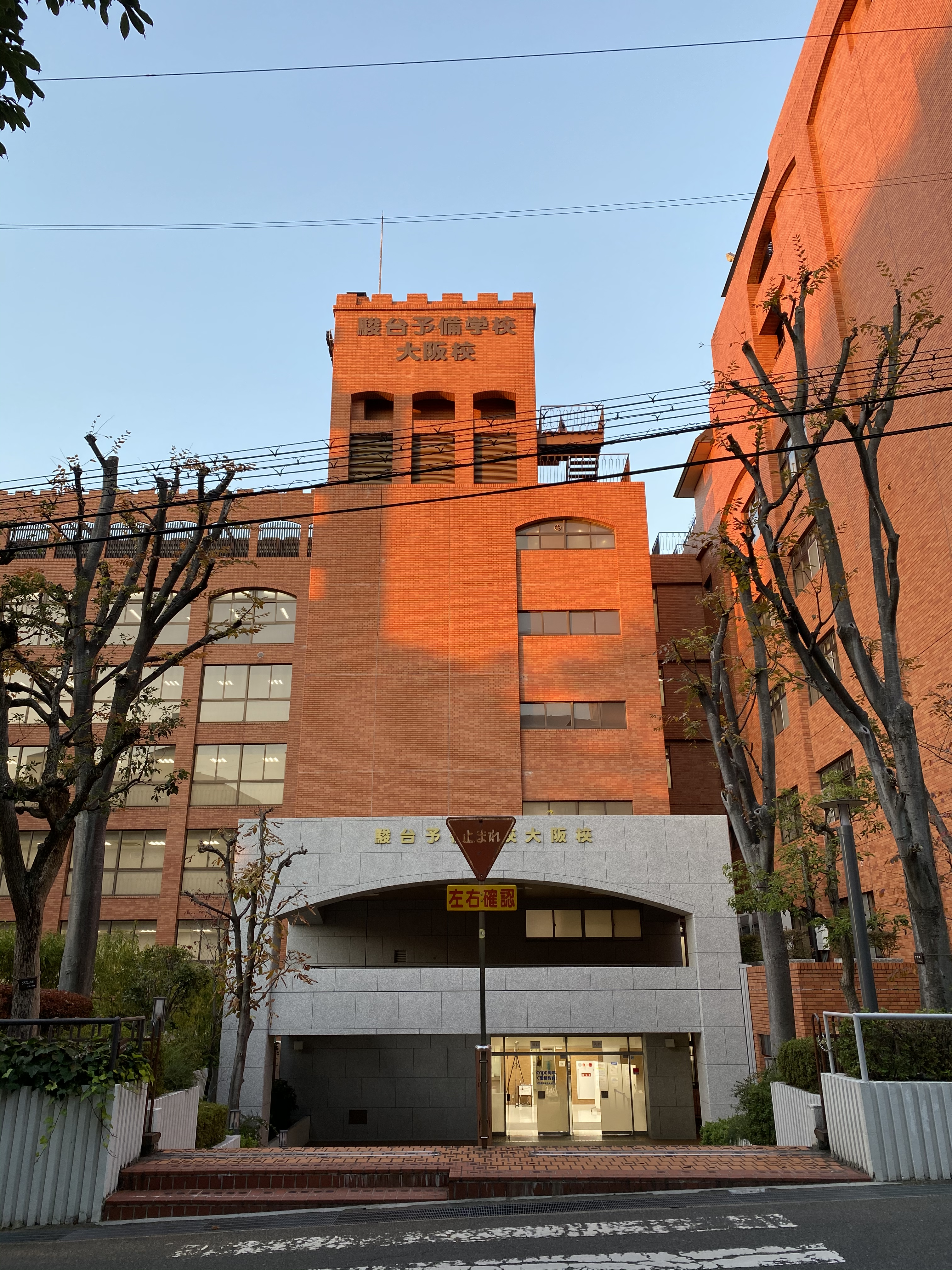
駿台大阪校 (2020年12月)

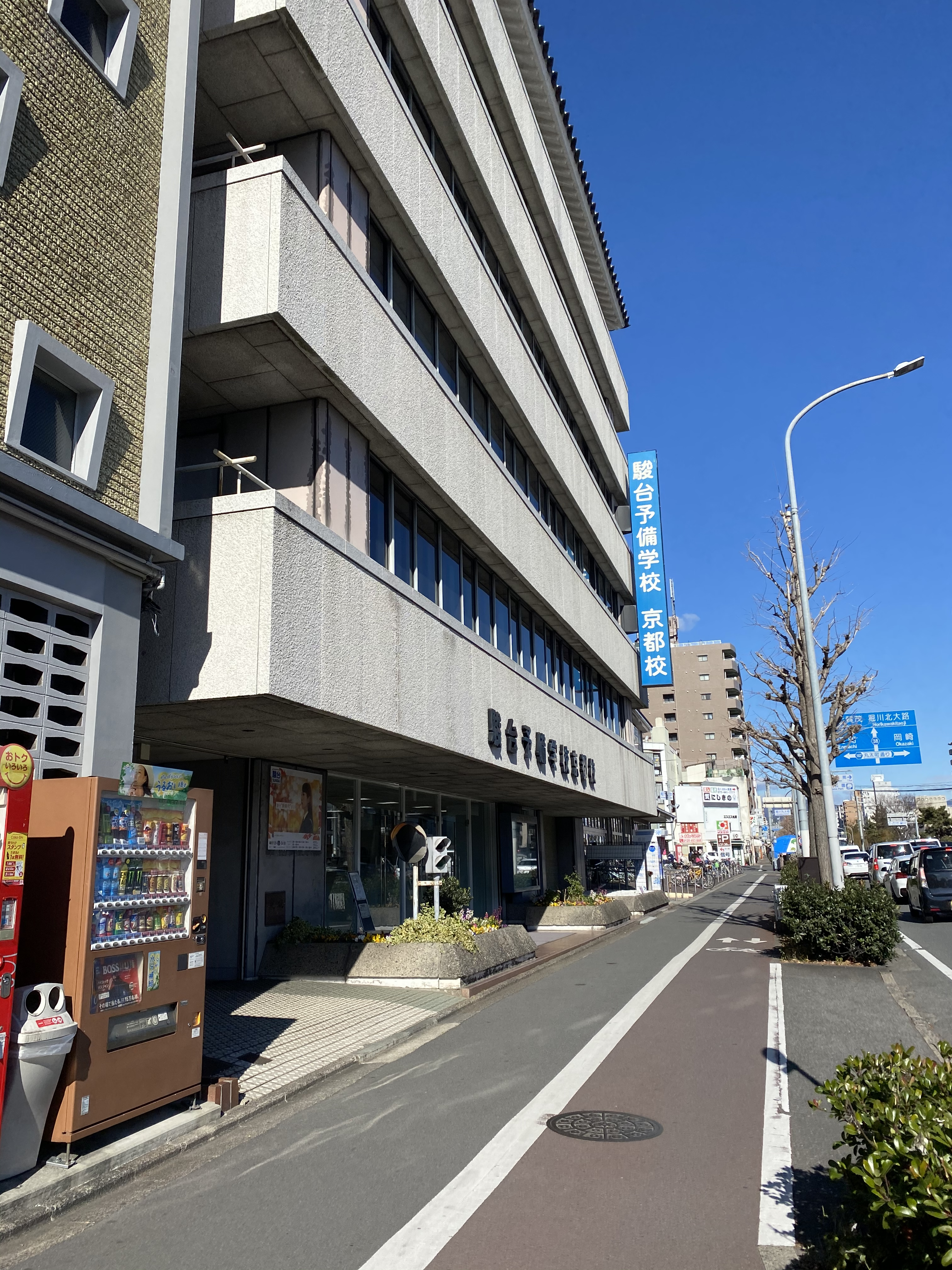
駿台京都校 (2021年1月)

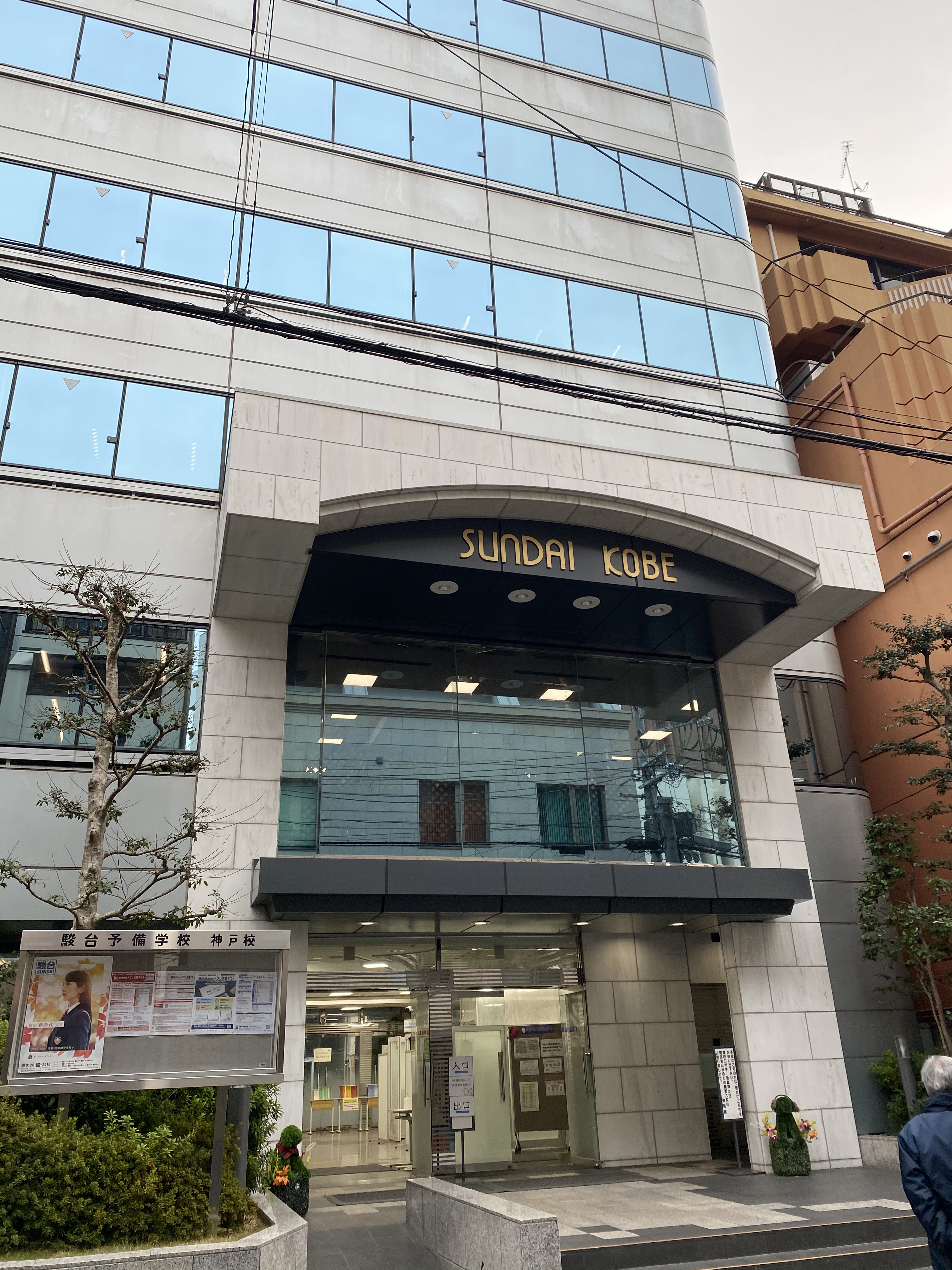
駿台神戸校 (2021年1月)

### 駿台予備学校（専修・各種学校）
専修学校・各種学校ともに「駿台予備学校○○校」が正式名である。

#### 専修学校（一般課程）
| 地区   | 校舎       | 所在地           | 開校   |
| ------ | ---------- | ---------------- | ------ |
| 首都圏 | お茶の水校 | 東京都千代田区   | 1940年 |
| 首都圏 | 市谷校舎   | 東京都新宿区     | 1980年 |
| 首都圏 | 池袋校     | 東京都豊島区     | 1987年 |
| 首都圏 | 大宮校     | 埼玉県さいたま市 | 1984年 |
| 首都圏 | 横浜校     | 神奈川県横浜市   | 1987年 |
| 首都圏 | 立川校     | 東京都立川市     | 2008年 |
| 首都圏 | 町田校     | 東京都町田市     | 1995年 |
| 首都圏 | 千葉校     | 千葉県千葉市     | 1993年 |
| 首都圏 | 津田沼校   | 千葉県習志野市   | 2005年 |
| 首都圏 | 柏校       | 千葉県柏市       | 1994年 |
| 関西   | 京都校     | 京都府京都市     | 1971年 |
| 九州   | 福岡校     | 福岡県福岡市     | 1994年 |

#### 各種学校
| 地区   | 校舎     | 所在地         | 開校   |
| ------ | -------- | -------------- | ------ |
| 北海道 | 札幌校   | 北海道札幌市   | 1993年 |
| 東北   | 仙台校   | 宮城県仙台市   | 1993年 |
| 中部   | 名古屋校 | 愛知県名古屋市 | 1984年 |
| 近畿   | 京都南校 | 京都府京都市   | 1989年 |
| 近畿   | 大阪校   | 大阪府吹田市   | 1981年 |
| 近畿   | 梅田校   | 大阪府大阪市   | 2022年 |
| 近畿   | 大阪南校 | 大阪府大阪市   | 1989年 |
| 近畿   | 上本町校 | 大阪府大阪市   | 1995年 |
| 近畿   | 神戸校   | 兵庫県神戸市   | 1992年 |
| 中国   | 広島校   | 広島県広島市   | 2014年 |

### 駿台教育振興運営校

#### 駿台
かつて首都圏に設置されていた各校（立川校、町田校、千葉校、津田沼校、柏校）は前述のとおり専修学校化し、「駿台予備学校」となっている。
| 地区 | 校舎     | 所在地       | 開校   |
| ---- | -------- | ------------ | ------ |
| 中部 | 浜松校   | 静岡県浜松市 | 2015年 |
| 近畿 | 西大寺校 | 奈良県奈良市 | 2010年 |

閉鎖された校舎
| 地区   | 校舎         | 所在地         | 開校   | 閉鎖   |
| ------ | ------------ | -------------- | ------ | ------ |
| 首都圏 | あざみ野校   | 神奈川県横浜市 | 2008年 | 2022年 |
| 首都圏 | 藤沢校       | 神奈川県藤沢市 | 2008年 | 2022年 |
| 首都圏 | 横浜みらい校 | 神奈川県横浜市 | -      | 2018年 |

#### 駿台現役フロンティア
現役生のみを対象とする。
| 地区   | 校舎       | 所在地         | 開校   |
| ------ | ---------- | -------------- | ------ |
| 首都圏 | 自由が丘校 | 東京都目黒区   | 2004年 |
| 首都圏 | 吉祥寺校   | 東京都武蔵野市 | 2004年 |
| 中部   | 丸の内校   | 愛知県名古屋市 | 2013年 |
| 関西   | 京都駅前校 | 京都府京都市   | 2010年 |
| 関西   | 茨木校     | 大阪府茨木市   | 2004年 |
| 関西   | 豊中校     | 大阪府豊中市   | 2008年 |
| 関西   | 千里中央校 | 大阪府豊中市   | 2020年 |
| 関西   | 天王寺校   | 大阪府大阪市   | 2020年 |
| 関西   | 西宮北口校 | 兵庫県西宮市   | 2011年 |

閉鎖された校舎
| 地区   | 校舎     | 所在地         | 開校   | 閉鎖   |
| ------ | -------- | -------------- | ------ | ------ |
| 首都圏 | 八王子校 | 東京都八王子市 | 1990年 | 2012年 |
| 首都圏 | 川越校   | 埼玉県川越市   | 2012年 | 2017年 |
| 関西   | 堺東校   | 大阪府堺市     | 2003年 | 2020年 |
| 関西   | 姫路校   | 兵庫県姫路市   | 2001年 | 2012年 |

## 全国入試模試センター
1982年設立。駿台予備学校が開催する模擬試験に関連する業務を取り扱っている。

## 平成15年度センター試験成績データ流出事件
2003年1月25日、駿台予備学校は同校の提供する合格判定サービス「インターネット選太君」が第三者によって成績データを取得できる状態であった事を公表し、同サービスを停止した。同サービスはクライアントソフトがサーバ上の成績データをFTPプロトコルで取得する仕様だが、各高校の利用するパスワードは共通であり、またサーバ側にもクライアントによってアクセス範囲を制限する機構がなかった。
この影響で駿台に自己採点データを提出した受験者の個人情報（カナ、高校名、クラス名、出席番号など）と全科目の自己採点結果19万7,000人分が流出したとされる。

## 駿台国際教育センター
駿台国際教育センターは、駿台の海外校と帰国生クラス（お茶の水に設置）の運営をしている。
海外の駿台
- 香港校
- シンガポール校
- 蘇州校
- 上海校
- 浦東校（上海）
- マレーシア校
- 駿台ミシガン国際学院（ミシガン州の認可を受けた全日制私立学校）
- ニューヨーク校
- ニュージャージー校
- リオデジャネイロ校

## 駿台中学部・高校部
系列会社の駿台教育振興株式会社が運営する学習塾。旧称・駿台リンデンスクール。

### 駿台中学部
- 高校受験コース
- 大学受験コース - 難関大学合格を目指す中高一貫中学生のためのコース。
- 公立中学進学コース - 中学進学と高校受験の準備を小学生から始める。

### 駿台高校部
難関国公私立大、および国公私立大医学部を目指す。

### 校舎
中学部・高校部共通である。

#### 首都圏
- お茶の水校
- 池袋校
- 渋谷校
- 西葛西校
- 自由が丘校
- 吉祥寺校
- 横浜校
- 船橋校
- 津田沼校
- 海浜幕張校
- Innova 武蔵小杉校
- Innova あざみ野校

#### 関西地区
- 京都駅前校
- 上本町校
- 西宮北口校
- 神戸校

## 駿台個別教育センター
駿台中学部・高校部と同じく、系列会社の駿台教育振興株式会社が運営する個別指導塾。

### 校舎

#### 関東地区
- お茶の水校
- 池袋校
- 自由が丘校
- 吉祥寺校
- 横浜校
- あざみ野校
- 津田沼校

#### 関西地区
- 京都駅前校
- 上本町校
- 神戸校
- 西宮北口校

#### 東北地区
- 仙台校

#### 東海地区
- 名古屋校

#### 九州地区
- 福岡校

## 主な講師
駿台や同生徒の間では講師の敬称を「先生」ではなく、「師」とすることもある。
- 表三郎（英語）
- 竹岡広信（英語）
- 水野卓（英語）
- 山本義隆（物理）
- 小倉正舟（物理）
- 森下寛之（物理）
- 古大工晴彦（物理）
- 高井隼人（物理）
- 吉田隆弘（化学）
- 黒澤孝朋（化学）
- 景安聖士（化学）
- 坂田薫（化学）
- 増田重治（化学）
- 石川正明（化学）
- 山下幸久（化学）
- 朝霞靖俊（生物）
- 霜栄（現代文）
- 多田圭太朗（現代文）
- 中野芳樹（現代文）
- 鳥光宏（古文）
- 関谷浩（古文）
- 松本裕喜（古文）
- 飯塚敏夫（古文・漢文）
- 三宅崇広（漢文）
- 寺師貴憲（漢文・世界史）
- 福井紳一（日本史）
- 茂木誠（世界史）
- 大島保彦（英語）
- 小林俊昭（英語）
- 坂井孝好（英語）
- 久山道彦（英語）
- 阿部恵伯（地理）
- 雲幸一郎（数学）
- 雲孝夫（数学）
- 森茂樹（数学）
- 小林隆章（数学）
- 浅井さやか（数学）
- 米村明芳（数学）
- 大澤章一（数学）
- 山本崇太（数学）
- 宇野仙（地理）
- 山下翠（生物）
- 斎藤英之（英語）
- 斎藤資晴（英語）
- 勝田耕史（英語）

## 元講師
- 山崎寿春（英語） - 創設者、明治大学教授
- 岡田實麿（英語） - 明治大学予科教授、岡田美知代の兄
- 鈴木長十（英語） - 学監を歴任
- 伊藤和夫（英語）
- 奥井潔（英語） - 東洋大学名誉教授（東洋大学文学部長等歴任の功績により）
- 入不二基義（英語） - 現在は青山学院大学教育人間科学部教授
- 今井宏（英語） - 代々木ゼミナールを経て、現在は東進ハイスクール講師
- 中田義元（数学） - 元・東京理科大学工学部教授
- 根岸世雄（数学） - 元・東京薬科大学薬学部教授
- 土師政雄（数学）
- 秋山仁（数学） - 東京理科大学理数教育研究センター長
- 安田亨（数学）
- 高橋正治（古文） - 清泉女子大学教授
- 秋本吉徳（古文） - 清泉女子大学教授
- 高橋いづみ（古文） - 文芸評論家
- 山田勝美（漢文） - 上智大学名誉教授
- 神津陽（小論文） - 評論家
- 大槻義彦（物理） - 早稲田大学教授
- 坂間勇（物理） - 茨城大学助教授
- 長岡亮介（数学） - 放送大学等にて教授を歴任後、Project TECUM（「意欲ある若手数学教育者支援組織」）主宰
- 長岡恭史（数学） - 現在東進ハイスクール講師
- 大岡俊明（世界史）